# Энрике, Рамиро
Рамиро Энрике Пас (исп. Ramiro Enrique Paz; род. 4 мая 2001, Бурсако, Буэнос-Айрес) — аргентинский футболист, нападающий клуба «Орландо Сити».

## Клубная карьера
Энрике — воспитанник клуба «Банфилд». 10 марта 2021 года в поединке Кубка Аргентины против «Атлетико Гёмес» Рамиро дебютировал за основной состав. 2 апреля в матче против «Велес Сарсфилд» он дебютировал в аргентинской Примере. 6 апреля в поединке против «Эстудиантеса» Рамиро забил свой первый гол за «Банфилд».
26 января 2023 года Энрике перешёл в клуб MLS «Орландо Сити», подписав трёхлетний контракт до конца сезона 2025 с опциями продления на сезоны 2026 и 2027. В высшей лиге США он дебютировал 25 февраля в матче стартового тура сезона 2023 против «Нью-Йорк Ред Буллз», выйдя на замену во втором тайме. 10 июня в матче против «Колорадо Рэпидз» он забил свой первый гол в MLS. 16 сентября в матче против «Коламбус Крю» Энрике забил два гола и отдал одну голевую передачу, за что был назван лучшим игроком игрового дня MLS.

## Семья
Энрике — сын чемпиона мира 1986 года Эктора Энрике. Его дядя Карлос, так же является известным аргентинским футболистом.